# Крюков, Виктор Иванович (Герой Социалистического Труда)
Виктор Иванович Крюков — советский хозяйственный, государственный и политический деятель.
Член КПСС. 

## Биография
Родился в 1915 году в селе Большая Гусиха в Саратовском уезде Саратовской губернии.
С 1932 года — на хозяйственной, общественной и политической работе. В 1932—1979 гг. —  агроном Китендейского районного земельного отдела, старший агроном Вихляйской машинно-тракторной станции в Саратовской области, участник Великой Отечественной войны, вновь старший агроном Вихляйской МТС, председатель Новобурасского райисполкома, председатель Дергачёвского райисполкома Саратовской области, первый секретарь Дергачёвского райкома КПСС, секретарь Саратовского обкома КПСС, председатель Кокчетавского облисполкома, начальник Главного управления Целинного краевого управления производства и заготовок сельскохозяйственных продуктов, старший преподаватель и декан заочного факультета Саратовского сельскохозяйственного института, начальник Саратовского областного управления хлебопродуктов, заместитель управляющего Саратовским агрохимическим трестом.
Указом Президиума Верховного Совета СССР от 11 января 1957 года за особые заслуги в освоении целинных и залежных земель, проведении уборки урожая и хлебозаготовок в 1956 году Крюкову Виктору Ивановичу присвоено звание Героя Социалистического Труда с вручением ордена Ленина и золотой медали «Серп и Молот».
Делегат XXII съезда КПСС.
Умер в Саратове в 1987 году.